# Todo grandes éxitos
Todo grandes éxitos es un álbum de grandes éxitos del grupo de rock pop mexicano Maná.
Esta compilación se hizo en el esfuerzo para promover a los fans en España.

## Lista de canciones
| #   | Título                                                | Duración |
| --- | ----------------------------------------------------- | -------- |
| 1.  | En el muelle de San Blas (Fher Olvera, Álex González) | 5:52     |
| 2.  | Vivir sin aire (Fher Olvera)                          | 4:52     |
| 3.  | Oye mi amor (Fher Olvera, Álex González)              | 4:32     |
| 4.  | Te lloré un río (Fher Olvera)                         | 4:57     |
| 5.  | Cómo te deseo (Fher Olvera)                           | 4:32     |
| 6.  | Clavado en un bar (Fher Olvera)                       | 5:11     |
| 7.  | No ha parado de llover (Fher Olvera, Álex González)   | 5:24     |
| 8.  | Déjame entrar (Fher Olvera)                           | 4:22     |
| 9.  | Cuando los ángeles lloran (Fher Olvera)               | 5:07     |
| 10. | De pies a cabeza (Fher Olvera, Álex González)         | 4:39     |
| 11. | Perdido en un barco (Fher Olvera, Álex González)      | 4:14     |
| 12. | Rayando el sol (Fher Olvera, Álex González)           | 4:14     |
| 13. | Hechicera (Fher Olvera, Álex González)                | 5:01     |
| 14. | Un lobo por tu amor (Fher Olvera, Álex González)      | 5:21     |